# Col du Page
Le col du Page  est un col du massif des Vosges situé à 959 mètres d'altitude.

## Géographie

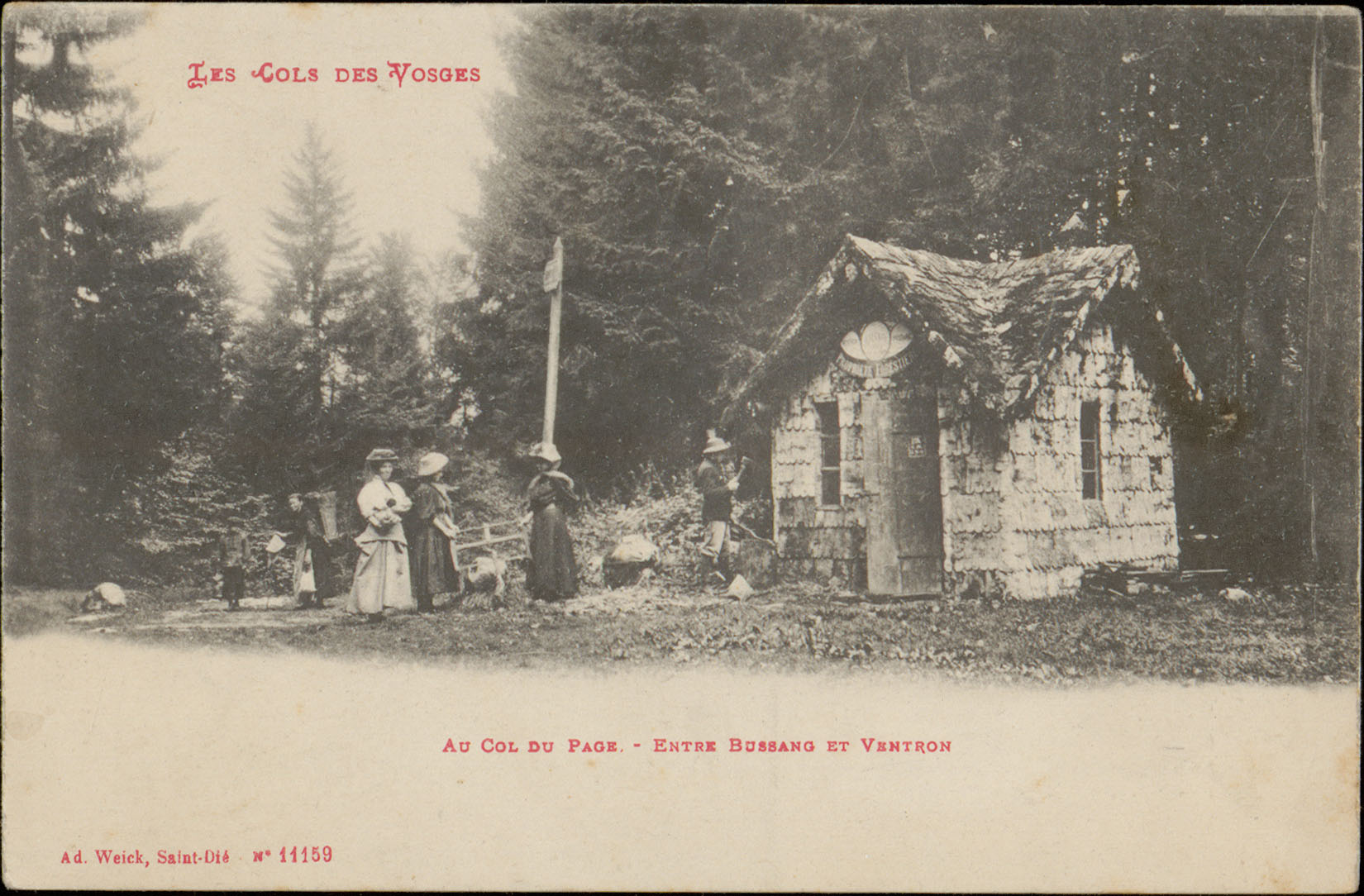
Au col du Page, entre Bussang et Ventron (carte postale A. Weick).

Le col du Page relie les communes de Bussang et de Ventron dans le département des Vosges par une petite route forestière carrossable, mais non déneigée à la saison hivernale.
Il sépare la tête de Meusfoux (1 085 m) à l'ouest et le Haut du Brampas (1 062 m) à l'est.